# Dolná Breznica
Dolná Breznica (maďarsky Alsónyíresd) je obec v okrese Púchov na Slovensku. Žije zde přibližně 1 000 obyvatel. První písemná zmínka o obci pochází z roku 1388. V obci je moderní kostel sv. Pavla.